# Giray Altınok
Giray Altınok (* 11. Dezember 1983 in Izmir) ist ein türkischer Schauspieler.

## Leben und Karriere
Altınok wurde am 11. Dezember 1983 in Izmir geboren. Er studierte an der Pamukkale Üniversitesi. Sein Debüt gab er 2011 in dem Film Labirent. Im selben Jahr war er in Kaybedenler Kulübü zu sehen. Anschließend bekam er 2014 in dem Film Tut Sözünü eine Hauptrolle. 2015 war Altınok in Düğün Dernek 2: Sünnet zu sehen.
2018 heiratete er die türkische Schauspielerin Cansu Diktaş. Unter anderem setzte er 2019 seine Karriere im Hababam Sınıfı Yeniden fort. Von 2022 bis 2023 wurde er für die Serie Var Bunlar gecastet. Seit 2023 spielt Altınok in Prens mit.

## Filmografie
Filme
- 2011: Labirent
- 2011: Kaybedenler Kulübü
- 2014: Tut Sözünü
- 2015: Düğün Dernek 2: Sünnet
- 2019: Bize Müsaade
- 2019: Hababam Sınıfı Yeniden
- 2020: Baba Parası
- 2021: Hababam Sınıfı Yaz Oyunları
- 2022: Bana Karanlığını Anlat
- 2023: Ölümlü Dünya 2
- 2025: Another You

Serien
- 2015–2018: Buyur Bi'De Burdan Bak
- 2020–2023: Güldür Güldür
- 2022–2023: Var Bunlar
- seit 2023: Prens